# Уге-каган
Уге-каган (д/н — 846) — 14-й каган уйгурів у 840—846 роках.

## Життєпис
Походив з династії Едіз. Третій син Кучлуг Більге-кагана. Власне ім'я невідоме. В китайських джерелах значиться як Удзє, що є перекрученою уйгурською посадою уге, тобто «радник».
840 року після поразки уйгурів від Киргизького каганату з 13 родами відступив на схід. Тут був обраний новим каганом. Відновив війну з киргизами, відбивши хану-китаянку Тайхе, з якою одружився. Втім не зміг відвоювати колишню столицю Орду-Балик. Зрештою під тиском супротивника зайняв лише східні землі колишнього Уйгурського каганату.
Невдовзі його вояки через голод стали нападати на танські володіння. Водночас в фортеці Тхяньде почав перемовини з китайськими чиновниками, визнаючи зверхність імператора У-цзуна. За це отримав 20 тис. лантухів хліба.
Проте становище уйгурів залишалося складним. У 841 році Уге-каган напав на Юньчжоу, Шофан в Ордосі, сплюндрував повіт Хеншуй, пройшов між Тяньде і Чжен, розграбувавши пасовища. Невдовзі завдав поразки декільком танським загонам. Заснував свою ставку біля гори Люйменьшань (на північ від Датуна). Втім наприкінці року чотири роди на чолі з Умусі уйгурів перейшли на бік танського імператора.
У відповідь 842 року каган атакував імперію, завдавши поразки генералу Люмяню, проте зрада старійшини Умуса з трьома родами, що перебіг до китайців, зруйнувало плани Уге. Він почав перемовини з імператорським двором, але марно. Війна поновилася, на початку якої Уге-каган вдерся до Юньчжоу, завдавши поразки танському війську. Але в наступні місяці колишні уйгурські старійшини почали рейди до володінь кагана, завдаючи дошкульних ударів. Разом з тим допомогу імперії надали племена кібі й шато.
13 лютого 843 року у вирішальній битві китайський генерал Лю Мян раптово атакував ставку кагана, знищив 10 тисяч уйгурів та ще стільки ж захопив у полон. Місце битви отримало назву «Гора вбитих гунів» — Шахушан. Після цього імператор оголосив поза законом релігію уйгурів — маніхейство.
Уге-каган втік до племені чорних татар (відомих як «чорновізники» або «чорнокибитники», у китайців — хей-чецзи). Тут намагався зібрати нове військо, почавши здійснювати напади на Киргизький каганат і танські землі. У 846 році танський уряд підкупив ханів татар, які вбили Уге. Також було знищено багато вояків й старійшин. За іншими відомостями загинув на Алтаї в битві з Лі Сичжуном (так тепер звався уйгур Умусі). Частина уйгурів підкорилася імперії Тан, а рештки оголосили каганом брата загиблого — Еняня.